# Джеремі Гансен
Джеремі Роджер Гансен (англ. Jeremy Roger Hansen; нар. 27 січня 1976, Лондон, Онтаріо, Канада) — канадський льотчик-випробувач, космонавт Канадського космічного агентства.
В 2023 році став першим канадцем що здійснить політ навколо Місяця. Старт місії Артеміда-2 запланований на вересень 2025 року.